# Lista siturilor arheologice din județul Harghita - S
Lista siturilor arheologice din județul Harghita - S conține toate siturile arheologice din județul Harghita înscrise în Repertoriul Arheologic Național (RAN) și aflate în localități al căror nume începe cu litera S. RAN este administrat de Ministerul Culturii și Patrimoniului Național și cuprinde date științifice, cartografice, topografice, imagini și planuri, precum și orice alte informații privitoare la zonele cu potențial arheologic, studiate sau nu, încă existente sau dispărute.
Puteți căuta un sit din localitățile care încep cu litera S folosind formularul de mai jos sau puteți naviga prin toate siturile din județ la Lista siturilor arheologice din județul Harghita.
| Cod RAN                                   | Denumire | Localitate                        | Adresă                                                  | Datare                                      | Descoperit | Coordonate                                              | Imagine           | Erori            |
| ----------------------------------------- | --- | --------------------------------- | ------------------------------------------------------- | ------------------------------------------- | ---------- | ------------------------------------------------------- | ----------------- | ---------------- |
| 83188.01.01 (Cod LMI: HR-I-s-B-12704)     | Așezarea hallstattiană de la Satu Mare - "Vârful Cetății" / ansamblu anonim (Categorie: locuire civilă) (Tip: Așezare fortificată)                                | sat Satu Mare, comuna Satu Mare   | Vârful Cetății                                          |                                             |            | 46°20′36″N 25°22′50″E / 46.34332°N 25.38068°E           | Încărcați imagine | Raportați eroare |
| 83188.01.02 (Cod LMI: HR-I-s-B-12704)     | Așezarea hallstattiană de la Satu Mare - "Vârful Cetății" / ansamblu anonim (Categorie: locuire civilă) (Tip: Așezare fortificată)                                | sat Satu Mare, comuna Satu Mare   | Vârful Cetății                                          |                                             |            | 46°20′36″N 25°22′50″E / 46.34332°N 25.38068°E           | Încărcați imagine | Raportați eroare |
| 83188.02.01 (Cod LMI: HR-I-s-B-12705)     | Burgus-ul de la Satu Mare - "Dealul Țechend" / ansamblu anonim (Categorie: fortificație) (Tip: Burgus)                                                            | sat Satu Mare, comuna Satu Mare   | Dealul Țechend                                          |                                             |            | 46°21′25″N 25°27′06″E / 46.35704°N 25.45163°E           | Încărcați imagine | Raportați eroare |
| 85699.01.01                               | Situl arheologic de la Sâncrăieni - Cariera de piatră / ansamblu anonim (Categorie: locuire civilă) (Tip: Așezare)                                                | sat Sâncrăieni, comuna Sâncrăieni | Cariera de piatră                                       | geto-dacică                                 |            |                                                         | Încărcați imagine | Raportați eroare |
| 85699.01.02                               | Situl arheologic de la Sâncrăieni - Cariera de piatră / ansamblu anonim (Categorie: locuire civilă) (Tip: Așezare)                                                | sat Sâncrăieni, comuna Sâncrăieni | Cariera de piatră                                       | sec. VI - VII                               |            |                                                         | Încărcați imagine | Raportați eroare |
| 85699.01.03 (Cod LMI: HR-I-m-B-12706.01)  | Situl arheologic de la Sâncrăieni - Cariera de piatră / ansamblu anonim (Categorie: locuire civilă) (Tip: Așezare)                                                | sat Sâncrăieni, comuna Sâncrăieni | Cariera de piatră                                       | sec. XI - XII                               |            |                                                         | Încărcați imagine | Raportați eroare |
| 85699.02.01 (Cod LMI: HR-I-m-B-12707.03)  | Așezarea de la Sâncrăieni - "Borvizdomb" / ansamblu anonim (Categorie: locuire civilă) (Tip: Așezare)                                                             | sat Sâncrăieni, comuna Sâncrăieni | Borvizdomb                                              | Cucuteni - Ariușd                           |            | 46°19′28″N 25°50′15″E / 46.32443°N 25.83755°E           | Încărcați imagine | Raportați eroare |
| 85699.02.02 (Cod LMI: HR-I-m-B-12707.02)  | Așezarea de la Sâncrăieni - "Borvizdomb" / ansamblu anonim (Categorie: locuire civilă) (Tip: Așezare)                                                             | sat Sâncrăieni, comuna Sâncrăieni | Borvizdomb                                              |                                             |            | 46°19′28″N 25°50′15″E / 46.32443°N 25.83755°E           | Încărcați imagine | Raportați eroare |
| 85699.02.03 (Cod LMI: HR-I-m-B-12707.01)  | Așezarea de la Sâncrăieni - "Borvizdomb" / ansamblu anonim (Categorie: locuire civilă) (Tip: Așezare)                                                             | sat Sâncrăieni, comuna Sâncrăieni | Borvizdomb                                              | geto-dacică                                 |            | 46°19′28″N 25°50′15″E / 46.32443°N 25.83755°E           | Încărcați imagine | Raportați eroare |
| 85699.03.01 (Cod LMI: HR-I-s-B-12708)     | Ruinele conacului Andras de la Sâncrăieni - "Karimósarka" / ansamblu Ruinele conacului Andras (Categorie: construcție) (Tip: Conac)                               | sat Sâncrăieni, comuna Sâncrăieni | str. Principală, nr. 698, punct Karimósarka; Kovesoldal |                                             |            | 46°18′13″N 25°52′28″E / 46.30352°N 25.87431°E           | Încărcați imagine | Raportați eroare |
| 85699.03.02 (Cod LMI: HR-I-s-B-12708)     | Ruinele conacului Andras de la Sâncrăieni - "Karimósarka" / ansamblu anonim (Categorie: construcție) (Tip: neprecizat)                                            | sat Sâncrăieni, comuna Sâncrăieni | str. Principală, nr. 698, punct Karimósarka; Kovesoldal |                                             |            | 46°18′13″N 25°52′28″E / 46.30352°N 25.87431°E           | Încărcați imagine | Raportați eroare |
| 85699.03.03 (Cod LMI: HR-I-s-B-12708)     | Ruinele conacului Andras de la Sâncrăieni - "Karimósarka" / ansamblu anonim (Categorie: construcție) (Tip: neprecizat)                                            | sat Sâncrăieni, comuna Sâncrăieni | str. Principală, nr. 698, punct Karimósarka; Kovesoldal | geto-dacică                                 |            | 46°18′13″N 25°52′28″E / 46.30352°N 25.87431°E           | Încărcați imagine | Raportați eroare |
| 85699.03.04 (Cod LMI: HR-I-s-B-12708)     | Ruinele conacului Andras de la Sâncrăieni - "Karimósarka" / ansamblu anonim (Categorie: construcție) (Tip: neprecizat)                                            | sat Sâncrăieni, comuna Sâncrăieni | str. Principală, nr. 698, punct Karimósarka; Kovesoldal |                                             |            | 46°18′13″N 25°52′28″E / 46.30352°N 25.87431°E           | Încărcați imagine | Raportați eroare |
| 85699.03.05 (Cod LMI: HR-I-s-B-12708)     | Ruinele conacului Andras de la Sâncrăieni - "Karimósarka" / ansamblu anonim (Categorie: construcție) (Tip: Așezare)                                               | sat Sâncrăieni, comuna Sâncrăieni | str. Principală, nr. 698, punct Karimósarka; Kovesoldal |                                             |            | 46°18′13″N 25°52′28″E / 46.30352°N 25.87431°E           | Încărcați imagine | Raportați eroare |
| 85047.01.01 (Cod LMI: HR-I-s-B-12710)     | Castrul de la Sânpaul / ansamblu anonim (Categorie: locuire militară) (Tip: Castru)                                                                               | sat Sânpaul, comuna Mărtiniș      |                                                         |                                             |            | 46°11′47″N 25°22′54″E / 46.1963833333°N 25.3817277778°E | Încărcați imagine | Raportați eroare |
| 85047.01.02 (Cod LMI: HR-I-s-B-12710)     | Castrul de la Sânpaul / ansamblu anonim (Categorie: locuire militară) (Tip: Așezare)                                                                              | sat Sânpaul, comuna Mărtiniș      |                                                         |                                             |            | 46°11′47″N 25°22′54″E / 46.1963833333°N 25.3817277778°E | Încărcați imagine | Raportați eroare |
| 85047.02.01 (Cod LMI: HR-I-m-B-12711.01)  | Situl arheologic din epoca romană de la Sânpaul - "Cetatea" / ansamblu anonim (Categorie: locuire) (Tip: Așezare civilă)                                          | sat Sânpaul, comuna Mărtiniș      | Cetatea                                                 |                                             |            | 46°11′51″N 25°22′55″E / 46.19762°N 25.38201°E           | Încărcați imagine | Raportați eroare |
| 9388.02.02 (Cod LMI: HR-I-s-B-12711)      | Situl arheologic din epoca romană de la Sânpaul - "Cetatea" / ansamblu Canabaele castrului de la Sânpaul (Categorie: locuire) (Tip: Canabae)                      | sat Sânpaul, comuna Mărtiniș      | Cetatea                                                 |                                             |            | 46°11′51″N 25°22′55″E / 46.19762°N 25.38201°E           | Încărcați imagine | Raportați eroare |
| 85859.05.01 (Cod LMI: HR-I-m-B-12712.04)  | Așezarea dacică de la Sânsimon - "Köháskert" / ansamblu anonim (Categorie: locuire civilă) (Tip: Așezare)                                                         | sat Sânsimon, comuna Sânsimion    | Köháskert                                               | geto-dacică                                 |            |                                                         | Încărcați imagine | Raportați eroare |
| 85859.05.02 (Cod LMI: HR-I-m-B-12712.03)  | Așezarea dacică de la Sânsimon - "Köháskert" / ansamblu anonim (Categorie: locuire civilă) (Tip: Așezare)                                                         | sat Sânsimon, comuna Sânsimion    | Köháskert                                               | sec. III - IV                               |            |                                                         | Încărcați imagine | Raportați eroare |
| 85859.05.03 (Cod LMI: HR-I-m-B-12712.02)  | Așezarea dacică de la Sânsimon - "Köháskert" / ansamblu anonim (Categorie: locuire civilă) (Tip: Așezare)                                                         | sat Sânsimon, comuna Sânsimion    | Köháskert                                               | sec. VI - VII                               |            |                                                         | Încărcați imagine | Raportați eroare |
| 85859.05.04 (Cod LMI: HR-I-m-B-12712.01)  | Așezarea dacică de la Sânsimon - "Köháskert" / ansamblu anonim (Categorie: locuire civilă) (Tip: Așezare)                                                         | sat Sânsimon, comuna Sânsimion    | Köháskert                                               |                                             |            |                                                         | Încărcați imagine | Raportați eroare |
| 85742.01.01 (Cod LMI: HR-I-m-B-12713.01)  | Așezarea Latene de la Sântimbru - "Pomii verzi" / ansamblu anonim (Categorie: locuire civilă) (Tip: Așezare)                                                      | sat Sântimbru, comuna Sântimbru   | Pomii verzi                                             | geto-dacică sec. III-II a. Chr. - I p. Chr. |            | 46°17′35″N 25°52′14″E / 46.29292°N 25.8705°E            | Încărcați imagine | Raportați eroare |
| 85742.01.02 (Cod LMI: HR-I-s-B-12713)     | Așezarea Latene de la Sântimbru - "Pomii verzi" / ansamblu anonim (Categorie: locuire civilă) (Tip: neprecizat)                                                   | sat Sântimbru, comuna Sântimbru   | Pomii verzi                                             |                                             |            | 46°17′35″N 25°52′14″E / 46.29292°N 25.8705°E            | Încărcați imagine | Raportați eroare |
| 86428.01.01 (Cod LMI: HR-I-m-A-12714.01)  | Situl arheologic de la Sub Cetate - Dealul Desag / ansamblu anonim (Categorie: locuire) (Tip: Cetate)                                                             | sat Sub Cetate, comuna Zetea      | Dealul Desag                                            | geto-dacică                                 |            | 46°26′07″N 25°26′23″E / 46.43534°N 25.43965°E           | Încărcați imagine | Raportați eroare |
| 86428.01.02 (Cod LMI: HR-I-m-A-12714.02)  | Situl arheologic de la Sub Cetate - Dealul Desag / ansamblu anonim (Categorie: locuire) (Tip: Zid de piatră nefasonată)                                           | sat Sub Cetate, comuna Zetea      | Dealul Desag                                            |                                             |            | 46°26′07″N 25°26′23″E / 46.43534°N 25.43965°E           | Încărcați imagine | Raportați eroare |
| 86428.01.03 (Cod LMI: HR-I-m-A-12714.03)  | Situl arheologic de la Sub Cetate - Dealul Desag / ansamblu anonim (Categorie: locuire) (Tip: Val de pământ)                                                      | sat Sub Cetate, comuna Zetea      | Dealul Desag                                            |                                             |            | 46°26′07″N 25°26′23″E / 46.43534°N 25.43965°E           | Încărcați imagine | Raportați eroare |
| 86428.01.04 (Cod LMI: HR-I-m-A-12714.04)  | Situl arheologic de la Sub Cetate - Dealul Desag / ansamblu anonim (Categorie: locuire) (Tip: Șanț de apărare)                                                    | sat Sub Cetate, comuna Zetea      | Dealul Desag                                            |                                             |            | 46°26′07″N 25°26′23″E / 46.43534°N 25.43965°E           | Încărcați imagine | Raportați eroare |
| 83188.03                                  | Celtul de bronz de la Satu Mare (Categorie: descoperire izolată) (Tip: obiect izolat)                                                                             | sat Satu Mare, comuna Satu Mare   |                                                         |                                             |            |                                                         | Încărcați imagine | Raportați eroare |
| 85047.03.01                               | Salinele romane de la Sânpaul - "Fântâna Sărată" / ansamblu anonim (Categorie: exploatare/carieră) (Tip: Saline)                                                  | sat Sânpaul, comuna Mărtiniș      | Fântâna Sărată                                          |                                             |            | 46°11′23″N 25°23′20″E / 46.18964°N 25.38881°E           | Încărcați imagine | Raportați eroare |
| 85047.04                                  | Inscripția lui Verus de la Sânpaul (Categorie: descoperire izolată) (Tip: obiect izolat)                                                                          | sat Sânpaul, comuna Mărtiniș      |                                                         | sec. II d.Chr.                              |            |                                                         | Încărcați imagine | Raportați eroare |
| 85047.05                                  | Moneda romană de la Sânpaul -"Delelö" (Categorie: descoperire izolată) (Tip: obiect izolat)                                                                       | sat Sânpaul, comuna Mărtiniș      | Delelö                                                  |                                             |            |                                                         | Încărcați imagine | Raportați eroare |
| 85047.06.01                               | Cetatea Banului Bela de la Sânpaul / ansamblu anonim (Categorie: locuire civilă) (Tip: Cetate)                                                                    | sat Sânpaul, comuna Mărtiniș      | Cetatea Banului Bela                                    | sec. XII                                    |            | 46°11′14″N 25°22′52″E / 46.18724°N 25.38114°E           | Încărcați imagine | Raportați eroare |
| 85047.06.02                               | Cetatea Banului Bela de la Sânpaul / ansamblu anonim (Categorie: locuire civilă) (Tip: tezaur)                                                                    | sat Sânpaul, comuna Mărtiniș      | Cetatea Banului Bela                                    |                                             |            | 46°11′14″N 25°22′52″E / 46.18724°N 25.38114°E           | Încărcați imagine | Raportați eroare |
| 85047.07.01                               | Biserica medievală de la Sânpaul / ansamblu anonim (Categorie: structură de cult/religioasă) (Tip: Biserică)                                                      | sat Sânpaul, comuna Mărtiniș      | Biserica catolică                                       | sec. XIII                                   |            |                                                         | Încărcați imagine | Raportați eroare |
| 85047.08.01                               | Tezaurul monetar roman de la Sânpaul / ansamblu anonim (Categorie: depozit/tezaur) (Tip: tezaur)                                                                  | sat Sânpaul, comuna Mărtiniș      |                                                         | sec. II                                     | 1896       |                                                         | Încărcați imagine | Raportați eroare |
| 85779.01                                  | Topoare eneolitice la Sândominic (Categorie: descoperire izolată) (Tip: obiect izolat)                                                                            | sat Sândominic, comuna Sândominic |                                                         |                                             |            |                                                         | Încărcați imagine | Raportați eroare |
| 85699.04.01                               | Situl arheologic de la Sâncrăieni - "Sustora" / ansamblu anonim (Categorie: neprecizată) (Tip: neprecizat)                                                        | sat Sâncrăieni, comuna Sâncrăieni | Sustora                                                 | Cucuteni - Ariușd                           |            |                                                         | Încărcați imagine | Raportați eroare |
| 85699.04.02                               | Situl arheologic de la Sâncrăieni - "Sustora" / ansamblu anonim (Categorie: neprecizată) (Tip: Așezare)                                                           | sat Sâncrăieni, comuna Sâncrăieni | Sustora                                                 |                                             |            |                                                         | Încărcați imagine | Raportați eroare |
| 85699.04.03                               | Situl arheologic de la Sâncrăieni - "Sustora" / ansamblu anonim (Categorie: neprecizată) (Tip: Așezare)                                                           | sat Sâncrăieni, comuna Sâncrăieni | Sustora                                                 | dacică                                      |            |                                                         | Încărcați imagine | Raportați eroare |
| 85270.01.01                               | Așezarea eneolitică de la Satu Nou / ansamblu anonim (Categorie: locuire civilă) (Tip: Așezare)                                                                   | sat Satu Nou, comuna Ocland       |                                                         | Cucuteni - Ariușd                           |            |                                                         | Încărcați imagine | Raportați eroare |
| 85591.01.01                               | Așezarea neolitică de la Secuieni - "Szilás" / ansamblu anonim (Categorie: locuire civilă) (Tip: Așezare)                                                         | sat Secuieni, comuna Secuieni     | Szilás                                                  | Starčevo - Criș                             |            |                                                         | Încărcați imagine | Raportați eroare |
| 85591.02                                  | Așezarea neolitică de la Secuieni - "Pad" (Categorie: locuire civilă) (Tip: așezare)                                                                              | sat Secuieni, comuna Secuieni     | Pad                                                     |                                             |            |                                                         | Încărcați imagine | Raportați eroare |
| 85591.02.01                               | Așezarea neolitică de la Secuieni - "Pad" / ansamblu anonim (Categorie: locuire civilă) (Tip: Așezare)                                                            | sat Secuieni, comuna Secuieni     | Pad                                                     | Starčevo - Criș                             |            |                                                         | Încărcați imagine | Raportați eroare |
| 85476.01.01                               | Așezarea dacică de la Săcel - "Șesul Porți" / ansamblu anonim (Categorie: locuire civilă) (Tip: Așezare)                                                          | sat Săcel, comuna Săcel           | Șesul Porți                                             | dacică                                      |            | 46°18′40″N 24°55′38″E / 46.311°N 24.92727°E             | Încărcați imagine | Raportați eroare |
| 85476.02.01                               | Așezarea Coțofeni de la Săcel - "Chicui" / ansamblu anonim (Categorie: locuire civilă) (Tip: Așezare)                                                             | sat Săcel, comuna Săcel           | Chicui                                                  | Coțofeni                                    |            |                                                         | Încărcați imagine | Raportați eroare |
| 85939.01.01                               | Biserica reformată de la Suseni / ansamblu anonim (Categorie: structură de cult/religioasă) (Tip: biserică reformată)                                             | sat Suseni, comuna Suseni         |                                                         | 1300                                        |            |                                                         | Încărcați imagine | Raportați eroare |
| 85886.01.01                               | Așezarea preistorică de la Subcetate / ansamblu anonim (Categorie: locuire civilă) (Tip: Așezare)                                                                 | sat Subcetate, comuna Subcetate   |                                                         |                                             |            |                                                         | Încărcați imagine | Raportați eroare |
| 85886.01.02                               | Așezarea preistorică de la Subcetate / ansamblu anonim (Categorie: locuire civilă) (Tip: Așezare)                                                                 | sat Subcetate, comuna Subcetate   |                                                         |                                             |            |                                                         | Încărcați imagine | Raportați eroare |
| 85886.01.03                               | Așezarea preistorică de la Subcetate / ansamblu anonim (Categorie: locuire civilă) (Tip: Necropolă)                                                               | sat Subcetate, comuna Subcetate   |                                                         | sec XVI                                     |            |                                                         | Încărcați imagine | Raportați eroare |
| 85699.05.01                               | Așezarea de tip Jigodin de la Sâncrăieni - "Coasta Stejarului" / ansamblu anonim (Categorie: locuire civilă) (Tip: Așezare)                                       | sat Sâncrăieni, comuna Sâncrăieni | Coasta Stejarului                                       | Jigodin                                     |            | 46°19′32″N 25°49′49″E / 46.32544°N 25.83021°E           | Încărcați imagine | Raportați eroare |
| 85699.06.01                               | Așezarea hallstattiană de la Sâncrăieni - "Câmpul Mic" / ansamblu anonim (Categorie: locuire civilă) (Tip: Așezare)                                               | sat Sâncrăieni, comuna Sâncrăieni | Câmpul Mic                                              |                                             |            | 46°18′03″N 25°51′03″E / 46.30086°N 25.85073°E           | Încărcați imagine | Raportați eroare |
| 85699.07.01                               | Materiale hallstattiene la Sâncrăieni / ansamblu anonim (Categorie: neprecizată) (Tip: neprecizat)                                                                | sat Sâncrăieni, comuna Sâncrăieni |                                                         |                                             |            |                                                         | Încărcați imagine | Raportați eroare |
| 85699.08.01                               | Așezarea preistorică de la Sâncrăieni - "Telek" / ansamblu anonim (Categorie: locuire civilă) (Tip: Așezare)                                                      | sat Sâncrăieni, comuna Sâncrăieni | Telek                                                   | Basarabi                                    |            | 46°18′19″N 25°51′11″E / 46.30526°N 25.85303°E           | Încărcați imagine | Raportați eroare |
| 85699.08.02                               | Așezarea preistorică de la Sâncrăieni - "Telek" / ansamblu anonim (Categorie: locuire civilă) (Tip: Așezare)                                                      | sat Sâncrăieni, comuna Sâncrăieni | Telek                                                   | Mediaș                                      |            | 46°18′19″N 25°51′11″E / 46.30526°N 25.85303°E           | Încărcați imagine | Raportați eroare |
| 85699.08.03                               | Așezarea preistorică de la Sâncrăieni - "Telek" / ansamblu anonim (Categorie: locuire civilă) (Tip: Așezare)                                                      | sat Sâncrăieni, comuna Sâncrăieni | Telek                                                   | geto-dacică sec II a. Chr-I p. Chr.         |            | 46°18′19″N 25°51′11″E / 46.30526°N 25.85303°E           | Încărcați imagine | Raportați eroare |
| 85699.08.04                               | Așezarea preistorică de la Sâncrăieni - "Telek" / ansamblu anonim (Categorie: locuire civilă) (Tip: Așezare)                                                      | sat Sâncrăieni, comuna Sâncrăieni | Telek                                                   |                                             |            | 46°18′19″N 25°51′11″E / 46.30526°N 25.85303°E           | Încărcați imagine | Raportați eroare |
| 85699.09.01                               | Așezarea preistorică de la Sâncrăieni - "Fabrica de Cărămidă" / ansamblu anonim (Categorie: locuire civilă) (Tip: Așezare)                                        | sat Sâncrăieni, comuna Sâncrăieni | Fabrica de Cărămidă                                     |                                             |            | 46°18′38″N 25°51′21″E / 46.31046°N 25.85583°E           | Încărcați imagine | Raportați eroare |
| 85699.09.02                               | Așezarea preistorică de la Sâncrăieni - "Fabrica de Cărămidă" / ansamblu anonim (Categorie: locuire civilă) (Tip: Așezare)                                        | sat Sâncrăieni, comuna Sâncrăieni | Fabrica de Cărămidă                                     | geto-dacică                                 |            | 46°18′38″N 25°51′21″E / 46.31046°N 25.85583°E           | Încărcați imagine | Raportați eroare |
| 85699.09.03                               | Așezarea preistorică de la Sâncrăieni - "Fabrica de Cărămidă" / ansamblu anonim (Categorie: locuire civilă) (Tip: Așezare)                                        | sat Sâncrăieni, comuna Sâncrăieni | Fabrica de Cărămidă                                     |                                             |            | 46°18′38″N 25°51′21″E / 46.31046°N 25.85583°E           | Încărcați imagine | Raportați eroare |
| 85699.09.04                               | Așezarea preistorică de la Sâncrăieni - "Fabrica de Cărămidă" / ansamblu anonim (Categorie: locuire civilă) (Tip: Așezare)                                        | sat Sâncrăieni, comuna Sâncrăieni | Fabrica de Cărămidă                                     | sec XI-XII                                  |            | 46°18′38″N 25°51′21″E / 46.31046°N 25.85583°E           | Încărcați imagine | Raportați eroare |
| 85699.10.01                               | Tezaurul de la Sâncrăieni - "Cariera de piatră" / ansamblu anonim (Categorie: depozit/tezaur) (Tip: tezaur)                                                       | sat Sâncrăieni, comuna Sâncrăieni | Cariera de piatră                                       | geto-dacică sec. I a. Chr                   |            | 46°19′22″N 25°49′26″E / 46.32269°N 25.82376°E           | Încărcați imagine | Raportați eroare |
| 85699.10.01                               | Tezaurul de la Sâncrăieni - "Cariera de piatră" / complex tezaur (Categorie: depozit/tezaur) (Tip: tezaur)                                                        | sat Sâncrăieni, comuna Sâncrăieni | Cariera de piatră                                       | sec I a. Chr                                |            | 46°19′22″N 25°49′26″E / 46.32269°N 25.82376°E           | Încărcați imagine | Raportați eroare |
| 85699.11.01                               | Construcția medievală de la Sâncrăieni - "Harom" / ansamblu anonim (Categorie: construcție) (Tip: Construcție)                                                    | sat Sâncrăieni, comuna Sâncrăieni | Harom                                                   |                                             |            |                                                         | Încărcați imagine | Raportați eroare |
| 85699.12.01 (Cod LMI: HR-II-m-A-12960.01) | Ansamblul bisericii romano-catolice "Sfântul Ștefan" de la Sâncrăieni / ansamblu anonim (Categorie: structură de cult/religioasă) (Tip: Biserică romano-catolică) | sat Sâncrăieni, comuna Sâncrăieni | 527                                                     | sec. XIII                                   |            | 46°18′25″N 25°50′48″E / 46.30682°N 25.84665°E           | Încărcați imagine | Raportați eroare |
| 85699.12.02 (Cod LMI: HR-II-m-A-12960.02) | Ansamblul bisericii romano-catolice "Sfântul Ștefan" de la Sâncrăieni / ansamblu anonim (Categorie: structură de cult/religioasă) (Tip: Zid de incintă)           | sat Sâncrăieni, comuna Sâncrăieni | 527                                                     | sec. XVII                                   |            | 46°18′25″N 25°50′48″E / 46.30682°N 25.84665°E           | Încărcați imagine | Raportați eroare |
| 85699.13.01                               | Așezarea dacică de la Sâncrăieni - "Grădina cu Pruni" / ansamblu anonim (Categorie: locuire civilă) (Tip: Așezare)                                                | sat Sâncrăieni, comuna Sâncrăieni | Grădina cu Pruni                                        | geto-dacică sec. I a Chr-I p. Chr           |            |                                                         | Încărcați imagine | Raportați eroare |
| 85742.02                                  | Râșniță din epoca bronzului la Sântimbru (Categorie: descoperire izolată) (Tip: obiect izolat)                                                                    | sat Sântimbru, comuna Sântimbru   |                                                         |                                             |            |                                                         | Încărcați imagine | Raportați eroare |
| 85742.03.01                               | Situl arheologic de la Sântimbru - "Capela Sf. Margareta (Margit-Kapolna)" / ansamblu anonim (Categorie: locuire civilă) (Tip: Așezare)                           | sat Sântimbru, comuna Sântimbru   | Capela "Sf. Margareta ( Margit-Kapolna)"                | geto-dacică                                 |            |                                                         | Încărcați imagine | Raportați eroare |
| 85742.03                                  | Situl arheologic de la Sântimbru - "Capela Sf. Margareta (Margit-Kapolna)" / ansamblu Capela Margit-Kapolna (Categorie: locuire civilă) (Tip: Biserică)           | sat Sântimbru, comuna Sântimbru   | Capela "Sf. Margareta ( Margit-Kapolna)"                |                                             |            |                                                         | Încărcați imagine | Raportați eroare |
| 85742.04.01                               | Situl arheologic de la Sântimbru - "Dâlma Conacului" / ansamblu anonim (Categorie: locuire civilă) (Tip: Așezare)                                                 | sat Sântimbru, comuna Sântimbru   | Dâlma Conacului                                         |                                             |            | 46°16′33″N 25°51′23″E / 46.27574°N 25.85638°E           | Încărcați imagine | Raportați eroare |
| 85742.04.02                               | Situl arheologic de la Sântimbru - "Dâlma Conacului" / ansamblu anonim (Categorie: locuire civilă) (Tip: Așezare)                                                 | sat Sântimbru, comuna Sântimbru   | Dâlma Conacului                                         | geto-dacică                                 |            | 46°16′33″N 25°51′23″E / 46.27574°N 25.85638°E           | Încărcați imagine | Raportați eroare |
| 85742.04.03                               | Situl arheologic de la Sântimbru - "Dâlma Conacului" / ansamblu anonim (Categorie: locuire civilă) (Tip: Așezare)                                                 | sat Sântimbru, comuna Sântimbru   | Dâlma Conacului                                         |                                             |            | 46°16′33″N 25°51′23″E / 46.27574°N 25.85638°E           | Încărcați imagine | Raportați eroare |
| 85742.05.01                               | Locuirea hallstattiană de la Sântimbru - Bedecs / ansamblu anonim (Categorie: neprecizată) (Tip: neprecizat)                                                      | sat Sântimbru, comuna Sântimbru   | Bedecs                                                  |                                             |            |                                                         | Încărcați imagine | Raportați eroare |
| 85742.06.01                               | Situl arheologic de la Sântimbru - "Dealul Mic" / ansamblu anonim (Categorie: locuire civilă) (Tip: Așezare)                                                      | sat Sântimbru, comuna Sântimbru   | Dealul Mic                                              | Jigodin                                     |            |                                                         | Încărcați imagine | Raportați eroare |
| 85742.06.02                               | Situl arheologic de la Sântimbru - "Dealul Mic" / ansamblu anonim (Categorie: locuire civilă) (Tip: Așezare)                                                      | sat Sântimbru, comuna Sântimbru   | Dealul Mic                                              | Wietenberg                                  |            |                                                         | Încărcați imagine | Raportați eroare |
| 85742.06.03                               | Situl arheologic de la Sântimbru - "Dealul Mic" / ansamblu anonim (Categorie: locuire civilă) (Tip: Așezare)                                                      | sat Sântimbru, comuna Sântimbru   | Dealul Mic                                              |                                             |            |                                                         | Încărcați imagine | Raportați eroare |
| 85742.06.04                               | Situl arheologic de la Sântimbru - "Dealul Mic" / ansamblu anonim (Categorie: locuire civilă) (Tip: Așezare)                                                      | sat Sântimbru, comuna Sântimbru   | Dealul Mic                                              |                                             |            |                                                         | Încărcați imagine | Raportați eroare |
| 85779.02.01                               | Minele de aramă de la Sândominic - "Bălan" / ansamblu anonim (Categorie: exploatare/carieră) (Tip: Mină)                                                          | sat Sândominic, comuna Sândominic | Bălan                                                   |                                             |            |                                                         | Încărcați imagine | Raportați eroare |
| 85779.03.01                               | Posibila fortificație dacică de la Sândominic / ansamblu anonim (Categorie: fortificație) (Tip: Fortificație)                                                     | sat Sândominic, comuna Sândominic | Colțul Cetății                                          | geto-dacică                                 |            | 46°37′57″N 25°47′57″E / 46.63238°N 25.79909°E           | Încărcați imagine | Raportați eroare |
| 85797.02.01                               | Situl arheologic de la Sânmărtin / ansamblu anonim (Categorie: locuire civilă) (Tip: Așezare)                                                                     | sat Sânmartin, comuna Sânmartin   |                                                         | Coțofeni                                    |            |                                                         | Încărcați imagine | Raportați eroare |
| 85797.02.02                               | Situl arheologic de la Sânmărtin / ansamblu anonim (Categorie: locuire civilă) (Tip: Așezare)                                                                     | sat Sânmartin, comuna Sânmartin   |                                                         | Wietenberg                                  |            |                                                         | Încărcați imagine | Raportați eroare |
| 85797.16.01                               | Fortificația de pământ de la Sânmartin - "Făget" / ansamblu anonim (Categorie: fortificație) (Tip: Fortificație de pământ)                                        | sat Sânmartin, comuna Sânmartin   | Făget                                                   |                                             |            |                                                         | Încărcați imagine | Raportați eroare |
| 85797.15                                  | Posibilul tezaur de la Sânmartin (Categorie: depozit/tezaur) (Tip: tezaur monetar)                                                                                | sat Sânmartin, comuna Sânmartin   |                                                         |                                             |            |                                                         | Încărcați imagine | Raportați eroare |
| 85797.15.01                               | Posibilul tezaur de la Sânmartin / ansamblu anonim (Categorie: depozit/tezaur) (Tip: tezaur)                                                                      | sat Sânmartin, comuna Sânmartin   |                                                         | greacă                                      |            |                                                         | Încărcați imagine | Raportați eroare |
| 85797.14.01                               | Mormânt eneolitic la Sânmartin / ansamblu anonim (Categorie: descoperire funerară) (Tip: Mormânt în cistă)                                                        | sat Sânmartin, comuna Sânmartin   |                                                         | amforelor sferice                           |            |                                                         | Încărcați imagine | Raportați eroare |
| 85797.14.01                               | Mormânt eneolitic la Sânmartin / complex mormânt în cistă (Categorie: descoperire funerară) (Tip: mormânt)                                                        | sat Sânmartin, comuna Sânmartin   |                                                         | amforelor sferice                           |            |                                                         | Încărcați imagine | Raportați eroare |
| 85797.13.01                               | Așezarea dacică de la Sânmartin - Lângă grajdurile CAP / ansamblu anonim (Categorie: locuire civilă) (Tip: Așezare)                                               | sat Sânmartin, comuna Sânmartin   | Lângă grajdurile CAP                                    | geto-dacică                                 |            | 46°15′51″N 25°56′05″E / 46.26414°N 25.93459°E           | Încărcați imagine | Raportați eroare |
| 85859.01.01                               | Posibila așezare preistorică de la Sânsimion / ansamblu anonim (Categorie: locuire civilă) (Tip: Așezare)                                                         | sat Sânsimon, comuna Sânsimion    | Cariera de nisip, Grajdurile CAP                        | Wietenberg                                  |            | 46°15′51″N 25°52′47″E / 46.26412°N 25.87966°E           | Încărcați imagine | Raportați eroare |
| 85859.01.02                               | Posibila așezare preistorică de la Sânsimion / ansamblu anonim (Categorie: locuire civilă) (Tip: Așezare)                                                         | sat Sânsimon, comuna Sânsimion    | Cariera de nisip, Grajdurile CAP                        | geto-dacică                                 |            | 46°15′51″N 25°52′47″E / 46.26412°N 25.87966°E           | Încărcați imagine | Raportați eroare |
| 85859.01.03                               | Posibila așezare preistorică de la Sânsimion / ansamblu anonim (Categorie: locuire civilă) (Tip: Așezare)                                                         | sat Sânsimon, comuna Sânsimion    | Cariera de nisip, Grajdurile CAP                        |                                             |            | 46°15′51″N 25°52′47″E / 46.26412°N 25.87966°E           | Încărcați imagine | Raportați eroare |
| 85859.01.04                               | Posibila așezare preistorică de la Sânsimion / ansamblu anonim (Categorie: locuire civilă) (Tip: Așezare)                                                         | sat Sânsimon, comuna Sânsimion    | Cariera de nisip, Grajdurile CAP                        |                                             |            | 46°15′51″N 25°52′47″E / 46.26412°N 25.87966°E           | Încărcați imagine | Raportați eroare |
| 85859.02                                  | Obiecte scitice la Sânsimion (Categorie: descoperire izolată) (Tip: obiect izolat)                                                                                | sat Sânsimon, comuna Sânsimion    |                                                         | sec. VI - V a. Chr.                         |            |                                                         | Încărcați imagine | Raportați eroare |
| 85859.04.01                               | Așezarea dacică de la Sânsimion -"Zona Grajdurilor" / ansamblu anonim (Categorie: locuire civilă) (Tip: Așezare)                                                  | sat Sânsimon, comuna Sânsimion    | Zona Grajdurilor                                        | geto-dacică sec. II a. Chr-I p. Chr.        |            |                                                         | Încărcați imagine | Raportați eroare |
| 85591.03                                  | Monedă romană la Secuieni (Categorie: descoperire izolată) (Tip: obiect izolat)                                                                                   | sat Secuieni, comuna Secuieni     |                                                         |                                             |            |                                                         | Încărcați imagine | Raportați eroare |
| 85591.05.01 (Cod LMI: HR-II-m-B-12975)    | Biserica reformată de la Secuieni / ansamblu anonim (Categorie: structură de cult/religioasă) (Tip: biserică reformată)                                           | sat Secuieni, comuna Secuieni     | 16, punct Biserica reformată                            |                                             |            | 46°15′47″N 24°58′38″E / 46.26318°N 24.97722°E           | Încărcați imagine | Raportați eroare |
| 85591.06.01                               | Satul medieval de la Secuieni - Vatra satului / ansamblu anonim (Categorie: locuire civilă) (Tip: așezare rurală)                                                 | sat Secuieni, comuna Secuieni     | nr. 238, punct Vatra satului                            |                                             |            |                                                         | Încărcați imagine | Raportați eroare |
| 85591.07.01                               | Așezarea de la Secuieni - "Locul Palatului" / ansamblu anonim (Categorie: locuire civilă) (Tip: Așezare)                                                          | sat Secuieni, comuna Secuieni     | Locul Palatului                                         |                                             |            | 46°16′00″N 24°55′55″E / 46.26657°N 24.93194°E           | Încărcați imagine | Raportați eroare |
| 85591.07.02                               | Așezarea de la Secuieni - "Locul Palatului" / ansamblu anonim (Categorie: locuire civilă) (Tip: Așezare)                                                          | sat Secuieni, comuna Secuieni     | Locul Palatului                                         | Wietenberg                                  |            | 46°16′00″N 24°55′55″E / 46.26657°N 24.93194°E           | Încărcați imagine | Raportați eroare |
| 85591.07.03                               | Așezarea de la Secuieni - "Locul Palatului" / ansamblu anonim (Categorie: locuire civilă) (Tip: Așezare)                                                          | sat Secuieni, comuna Secuieni     | Locul Palatului                                         |                                             |            | 46°16′00″N 24°55′55″E / 46.26657°N 24.93194°E           | Încărcați imagine | Raportați eroare |
| 85591.07                                  | Obiecte preistorice la Secuieni (Categorie: descoperire izolată) (Tip: obiect izolat)                                                                             | sat Secuieni, comuna Secuieni     |                                                         |                                             |            |                                                         | Încărcați imagine | Raportați eroare |
| 85591.08.02                               | Obiecte preistorice la Secuieni / ansamblu anonim (Categorie: descoperire izolată) (Tip: Așezare)                                                                 | sat Secuieni, comuna Secuieni     |                                                         |                                             |            |                                                         | Încărcați imagine | Raportați eroare |
| 85591.09.01                               | Posibilul sit arheologic de la Secuieni / ansamblu anonim (Categorie: locuire) (Tip: Așezare)                                                                     | sat Secuieni, comuna Secuieni     |                                                         |                                             |            |                                                         | Încărcați imagine | Raportați eroare |
| 85635.01                                  | Descoperiri de epoca bronzului la Siculeni (Categorie: neprecizată) (Tip: neprecizat)                                                                             | sat Siculeni, comuna Siculeni     |                                                         |                                             |            |                                                         | Încărcați imagine | Raportați eroare |
| 85742.09.01                               | Așezarea Sântana de Mureș de la Sântimbru-Conacul Henter / ansamblu anonim (Categorie: construcție) (Tip: Cuptor)                                                 | sat Sântimbru, comuna Sântimbru   | Str. Kuria                                              | Sântana de Mureș-Cerneahov sec. III-IV      |            | 46°15′48″N 22°51′58″E / 46.26333°N 22.86611°E           | Încărcați imagine | Raportați eroare |
| 85742.09.01                               | Așezarea Sântana de Mureș de la Sântimbru-Conacul Henter / complex anonim (Categorie: construcție) (Tip: poartă)                                                  | sat Sântimbru, comuna Sântimbru   | Str. Kuria                                              | sec. XVIII                                  |            | 46°15′48″N 22°51′58″E / 46.26333°N 22.86611°E           | Încărcați imagine | Raportați eroare |
| 83188.04.01                               | Cimitirul medieval de la Satu Mare - Piața de Vechituri / ansamblu anonim (Categorie: descoperire funerară) (Tip: Cimitir)                                        | sat Satu Mare, comuna Satu Mare   | str. Gh. Barițiu, nr. 2, punct Piața de Vechituri       | sec. XVIII - XIX                            |            |                                                         | Încărcați imagine | Raportați eroare |
| 83188.04.02                               | Cimitirul medieval de la Satu Mare - Piața de Vechituri / ansamblu anonim (Categorie: descoperire funerară) (Tip: Locuire)                                        | sat Satu Mare, comuna Satu Mare   | str. Gh. Barițiu, nr. 2, punct Piața de Vechituri       | sec. XII - XIII                             |            |                                                         | Încărcați imagine | Raportați eroare |
| 85699.14.01                               | Situl arheologic de la Sâncrâieni-Câmpul de Sus / ansamblu anonim (Categorie: locuire) (Tip: Locuire)                                                             | sat Sâncrăieni, comuna Sâncrăieni | Câmpul de sus                                           |                                             |            |                                                         | Încărcați imagine | Raportați eroare |
| 85699.14.02                               | Situl arheologic de la Sâncrâieni-Câmpul de Sus / ansamblu anonim (Categorie: locuire) (Tip: Locuire)                                                             | sat Sâncrăieni, comuna Sâncrăieni | Câmpul de sus                                           |                                             |            |                                                         | Încărcați imagine | Raportați eroare |
| 85699.14.03                               | Situl arheologic de la Sâncrâieni-Câmpul de Sus / ansamblu anonim (Categorie: locuire) (Tip: Locuire)                                                             | sat Sâncrăieni, comuna Sâncrăieni | Câmpul de sus                                           |                                             |            |                                                         | Încărcați imagine | Raportați eroare |
| 85699.14.04                               | Situl arheologic de la Sâncrâieni-Câmpul de Sus / ansamblu anonim (Categorie: locuire) (Tip: Locuire)                                                             | sat Sâncrăieni, comuna Sâncrăieni | Câmpul de sus                                           | sec. IV - VI                                |            |                                                         | Încărcați imagine | Raportați eroare |
| 85699.14.05                               | Situl arheologic de la Sâncrâieni-Câmpul de Sus / ansamblu anonim (Categorie: locuire) (Tip: Locuire)                                                             | sat Sâncrăieni, comuna Sâncrăieni | Câmpul de sus                                           | sec. XII - XIII                             |            |                                                         | Încărcați imagine | Raportați eroare |
| 83188.05.01                               | Biserica medievală din Satu Mare-Botos / ansamblu anonim (Categorie: construcție cult) (Tip: biserică)                                                            | sat Satu Mare, comuna Satu Mare   | Botos                                                   | sec. XIII-XVI                               |            | 46°20′31″N 25°22′32″E / 46.34195°N 25.37555°E           | Încărcați imagine | Raportați eroare |
| 83188.05.02                               | Biserica medievală din Satu Mare-Botos / ansamblu anonim (Categorie: construcție cult) (Tip: Cimitir)                                                             | sat Satu Mare, comuna Satu Mare   | Botos                                                   | sec. XIII-XIX                               |            | 46°20′31″N 25°22′32″E / 46.34195°N 25.37555°E           | Încărcați imagine | Raportați eroare |
| 85047.09.01                               | Tumulii de epocă necunoscută de la Sânpaul - Dealul Pietros / ansamblu anonim(Dealul Stânii) (Categorie: mormânt tumular) (Tip: Tumuli)                           | sat Sânpaul, comuna Mărtiniș      | Dealul Pietros                                          |                                             |            | 46°11′05″N 25°23′32″E / 46.18472°N 25.39225°E           | Încărcați imagine | Raportați eroare |